# Lucius Turranius Venustus Gratianus
Lucius Turranius Venustus Gratianus (fl. c. 300) était un homme politique de l'Empire romain.

## Biographie
Fils de Lucius Turranius Gratianus et de sa femme Venusta.
Il fut consul suffect autour de 300.
Il fut le père de Lucius Turranius Honoratus, marié avec Aurelia Jovina, les parents de Turrania Honorata, mariée avec Anicius Auchenius Bassus.